# Carpe Jugulum
Carpe Jugulum (anglicky Carpe Jugulum) je třiadvacátou knihou zeměplošské série Terryho Pratchetta.

## Stručný obsah
Děj se odehrává v horském království Lancre, domovu čarodějky Bábi Zlopočasné a začíná oslavou křtu královské dcery, dcery bývalého šaška a čarodějky. Na oslavu je králem pozvána i rodina kultivovaných upírů z Überwaldu, která má v úmyslu si chladnokrevně království podrobit. Běžné románové metody jak se bránit upírům nefungují, upíři navíc dokáží ovládat myšlení lidí. Obyvatelé se království tak mají být systematicky a dobrovolně vysáváni, jak už upíři činí v další kolonii. Technologie upíří moci je propracovaná, nejlepší oběti mají v budoucnu dostávat za odměnu medaili. V zemi působí nově taky neohrabaný a přitroublý Ómův mnich. 
V Lancre ale není, zdá se, nikdo, kdo by upíry dokázal zastavit a proto i Bábi Zlopočasná, hlavní akční postava dílu, odchází meditovat do hor; nicméně se vrací, je napadena upíry a poražena. Stává se z ní otrok upírů a království je pak ovládnuto bez kapky krve (nazmar). Král předává vládu upírům a je unesen modrými pidimužíky. Poslední bitva se odehrává v Überwaldu, sídle upírů, kam totiž prchá bezmocná dvojice zbylých místních čarodějek s královským nemluvnětem a hlavní komickou postavou příběhu, vzbouřeným retardovaným sluhou upírů, Igorem. Do hradu, kam se uprchlíci uchýlí, pochopitelně brzy dorazí upíři a o něco později taky skrovné posily sil dobra, jako například vysílený zmatený mnich s Bábi Zlopočasnou, která se začíná měnit v upíra, na zádech. Bitva je krátká a i dítě přes odpor matky nakonec padne do rukou upírů. 
Příběh však pro zbylé postavy příběhu (ty které přežijou bitvu) končí relativně šťastně.